# فيليب ميركولوفسكي
فيليب ميركولوفسكي مواليد 14 سبتمبر 1983 في سكوبيه، جمهورية مقدونيا، هو لاعب كرة يد مقدوني يلعب كوسط مدافع. يلعب حاليا مع نادي فتسلار لكرة اليد ويحمل الرقم 13. مثل منتخب مقدونيا لكرة اليد.

## سجل المنافسة
شارك في البطولات التالية:
- بطولة العالم لكرة اليد للرجال 2015
- بطولة أوروبا لكرة اليد للرجال 2012
- بطولة أوروبا لكرة اليد للرجال 2014
- بطولة أوروبا لكرة اليد للرجال 2016

## روابط خارجية
- فيليب ميركولوفسكي على موقع الاتحاد الأوروبي لكرة اليد (الإنجليزية)
- فيليب ميركولوفسكي على موقع الدوري الألماني لكرة اليد (الألمانية)